# Rheydt Hauptbahnhof

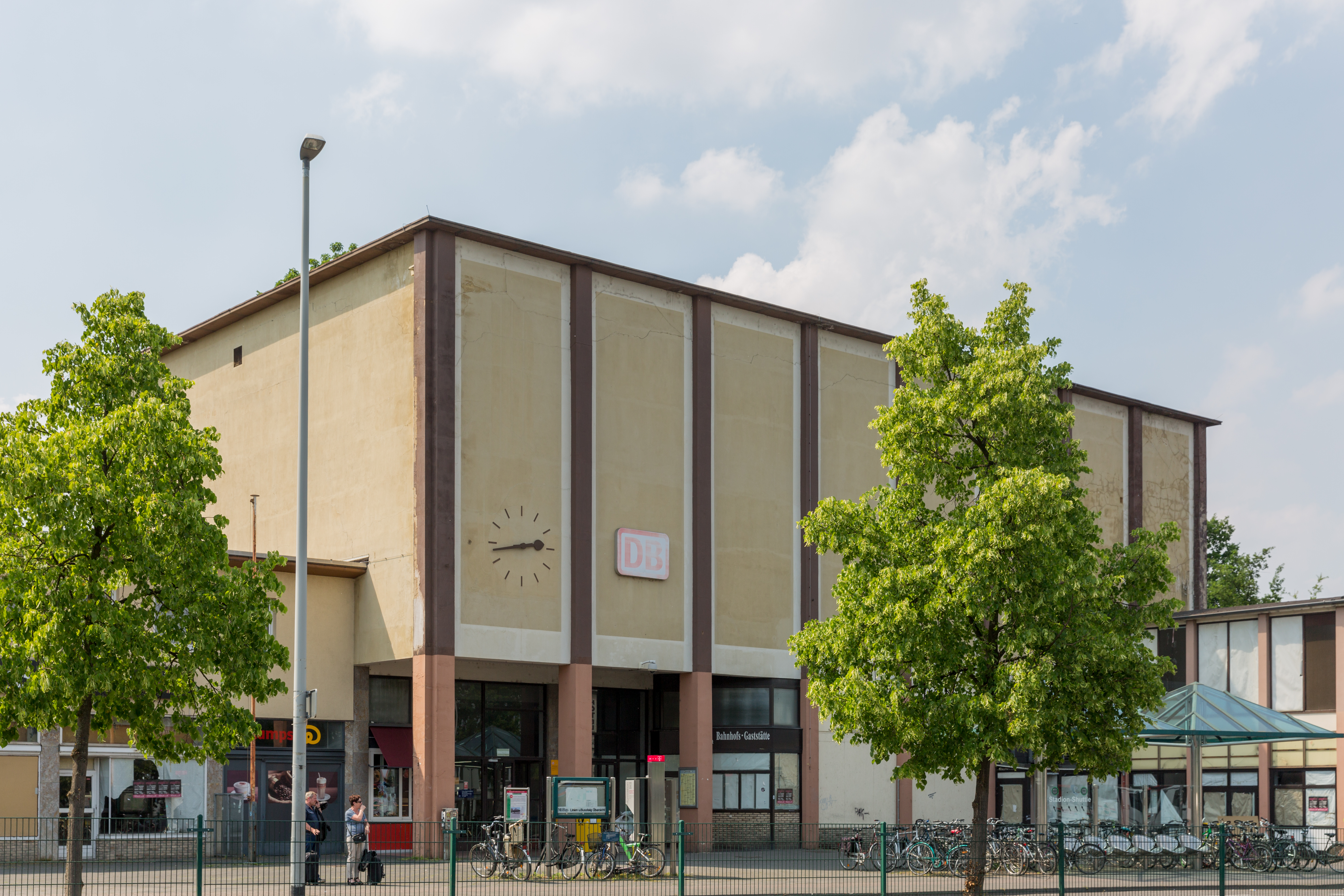
Het stationsgebouw van 1952 tot 2021

Rheydt Hauptbahnhof (ook Rheydt Hbf) is het centraal station van het stadsdeel Rheydt in de Duitse stad Mönchengladbach. Het station is gelegen aan de lijnen Aken - Kassel, Keulen - Rheydt en Rheydt – Dalheim.
Mönchengladbach is de enige stad in Duitsland met twee Hauptbahnhöfe, nadat het voorheen zelfstandige Rheydt een stadsdeel van Mönchengladbach werd in 1975.

## Treinverbindingen
| Serie | Treinsoort                          | Route | Bijzonderheden                                           |
| ----- | ----------------------------------- | --- | -------------------------------------------------------- |
| RE 4  | Regional-Express (National Express) | Aachen Hbf – Herzogenrath – Rheydt Hbf – Mönchengladbach Hbf – Neuss Hbf – Düsseldorf Hbf – Wuppertal Hbf – Hagen Hbf – Witten Hbf – Dortmund Hbf                                     | Wupper-Express                                           |
| RE 8  | Regional-Express (DB Regio NRW)     | Mönchengladbach Hbf – Rheydt Hbf – Grevenbroich – Köln Hbf – Porz (Rhein) – Bonn-Beuel – Unkel – Koblenz Hbf                                                                          | Rhein-Erft-Express                                       |
| RB 27 | Regionalbahn (DB Regio Südwest)     | Mönchengladbach Hbf – Rheydt Hbf – Rommerskirchen – Köln Hbf – Troisdorf – Bonn-Oberkassel – Bad Honnef (Rhein) – Erpel (Rhein) – Koblenz Hbf                                         | Rhein-Erft-Bahn                                          |
| RB 33 | Regionalbahn (DB Regio NRW)         | Aachen Hbf – Herzogenrath – Lindern – / [ Heinsberg (Rheinl) ] Rheydt Hbf – Mönchengladbach Hbf – Viersen – Krefeld Hbf – Rheinhausen – Duisburg Hbf – Mülheim (Ruhr) Hbf – Essen Hbf | Rhein-Niers-Bahn Trein splitst en combineert in Lindern. |
| RB 34 | Regionalbahn (VIAS GmbH)            | Mönchengladbach Hbf – Rheydt Hbf – Mönchengladbach-Rheindahlen – Wegberg – Arsbeck – Dalheim                                                                                          | Schwalm-Nette-Bahn                                       |

0,0: Rheydt Hbf ·
1,4: Rheydt Gbf ·
5,3: Mönchengladbach-Günhoven ·
7,4: Mönchengladbach-Rheindahlen ·
9,5: Mönchengladbach-Genhausen ·
12,8: Wegberg ·
18,1: Arsbeck ·
20,1: Dalheim
1,9: Aachen Hbf ·
3,0: Aachen Schanz ·
5,3: Aachen West (Templerbend) ·
11,5: Kohlscheid ·
16,1: Herzogenrath ·
22,7: Übach-Palenberg ·
27,4: Geilenkirchen ·
34,6: Lindern ·
36,6: Brachelen ·
40,8: Hückelhoven-Baal ·
47,2: Erkelenz ·
51,7: Herrath ·
56,2: Wickrath ·
60,1: Rheydt Hbf ·
63,9: Mönchengladbach Hbf ·
65,9: Mönchengladbach-Lürrip ·
68,7: Korschenbroich ·
71,5: Kleinenbroich ·
75,3: Büttgen ·
80,9: Neuss Hbf ·
86,4: Düsseldorf-Bilk ·
88,4: Düsseldorf Hbf ·
109,1: Wuppertal-Vohwinkel ·
115,4: Wuppertal Hbf ·
118,9: Wuppertal-Barmen ·
120,9: Wuppertal-Oberbarmen ·
126,0: Schwelm ·
130,5: Ennepetal ·
141,7: Hagen Hbf ·
155,6: Schwerte (Ruhr) ·
170,9: Fröndenberg ·
178,8: Wickede ·
190,8: Neheim-Hüsten ·
198,8: Arnsberg (Westf) ·
209,8: Freienohl ·
218,6: Meschede ·
227,0: Bestwig ·
233,9: Olsberg ·
241,8: Brilon-Wald ·
247,8: Hoppecke ·
251,1: Messinghausen ·
257,2: Beringhausen ·
259,6: Bredelar ·
267,9: Marsberg ·
273,2: Westheim ·
283,4: Scherfede ·
292,9: Warburg (Westf) ·
301,0: Liebenau ·
313,1: Hofgeismar-Hümme ·
318,6: Hofgeismar ·
324,6: Grebenstein ·
329,2: Immenhausen ·
333,5: Espenau-Mönchehof ·
337,7: Vellmar-Obervellmar ·
337,7: Vellmar-Osterberg ·
340,2: Kassel-Jungfernkopf ·
341,4: Kassel-Harleshausen ·
342,5: Kassel-Kirchditmold ·
345,2: Kassel Hbf
0,0: Köln-Ehrenfeld ·
1,7: Köln-Ehrenfeld Gbf ·
5,6: Köln-Bocklemünd ·
11,5: Pulheim ·
15,5: Stommeln ·
20,0: Rommerskirchen ·
24,3: Oekoven ·
27,6: Erftwerk ·
31,3: Grevenbroich ·
35,0: Gubberath ·
38,7: Jüchen ·
41,5: Hochneukirch ·
46,4: Rheydt-Odenkirchen ·
49,4: Rheydt Hbf